# Амлен
Амлен (фр. Hamelin) насеље је и општина у северној Француској у региону Доња Нормандија, у департману Манш која припада префектури Авранш.
По подацима из 2011. године у општини је живело 109 становника, а густина насељености је износила 44,31 становника/km². Општина се простире на површини од 2,46 km². Налази се на средњој надморској висини од 100 метара (максималној 161 m, а минималној 88 m).

## Демографија
| 1962. | 1968. | 1975. | 1982. | 1990. | 1999. | 2011. |
| ----- | ----- | ----- | ----- | ----- | ----- | ----- |
| 200   | 171   | 149   | 135   | 122   | 122   | 109   |

График промене броја становника у току последњих година